# Stelgidopteryx ruficollis
A Stelgidopteryx ruficollis a verébalakúak (Passeriformes) rendjébe, ezen belül a fecskefélék (Hirundinidae) családjába és a Stelgidopteryx nembe tartozó faj. 13-14 centiméter hosszú. Kelet-Hondurastól északkelet-Argentínáig elterjedt, a vízhez közeli területeken él. Februártól júliusig költ. A partba ásott üregekbe helyezi el 3-6 tojását, melyeket a nőstény 16-18 nap alatt költ ki. A fiókák 13 nap múlva repülnek ki a fészekből. Rovarokkal táplálkozik. A legdélebbi területekről a költési periódust követően északabbra vándorol.

## Alfajok
- S. r. decolor (Griscom, 1929) – nyugat-Costa Rica, nyugat-Panama;
- S. r. uropygialis (Lawrence, 1863) – kelet-Honduras, kelet-Nicaragua, kelet-Costa Rica, kelet-Panama, nyugat-Kolumbia, Ecuador, északnyugat-Peru;
- S. r. aequalis (Bangs, 1901) – észak-Kolumbia, nyugat-Venezuela, Trinidad;
- S. r. ruficollis (Vieillot, 1817) – délkelet-Kolumbia, kelet-Venezuela, Guyana, Suriname, Francia Guyana, Brazília, kelet-Peru, kelet-Bolívia, Paraguay, Uruguay, északkelet-Argentína.

## Fordítás
- Ez a szócikk részben vagy egészben  a   Southern rough-winged swallow című angol Wikipédia-szócikk fordításán alapul.  Az eredeti cikk szerkesztőit annak laptörténete sorolja fel. Ez a jelzés csupán a megfogalmazás eredetét és a szerzői jogokat jelzi, nem szolgál a cikkben szereplő információk forrásmegjelöléseként.